# Academia de Futebol Pérolas Negras
Academia de Futebol Pérolas Negras is een Braziliaanse voetbalclub uit Resende in de staat Rio de Janeiro. 

## Geschiedenis
De club werd opgericht in 2009. Bij de club spelen vele vluchtelingen van Haïtiaanse of Syrische afkomst. In 2018 werd de club een profclub en nam deel aan de derde klasse van het Campeonato Carioca. De club bereikte meteen de eindfase om te promoveren, maar verloor daar van Nova Cidade. Ook in 2019 bereikte de club de eindronde, maar verloor nu van Maricá. In 2020 was het wel raak, de club werd winnaar van de reguliere competitie en versloeg in de eindronde Campo Grande en 7de Abril. Echter zat er dit jaar geen promotie aan vast want de competitie werd geherstructureerd. Het aantal clubs in de hogere reeks werd verminderd waardoor de top vier van dit seizoen enkel maar het behoud verzekerde. 
In 2021 won de club beide toernooien van de competitie en plaatste zich zo voor de titelfinale, maar verloor die van Olaria. Tegelijkertijd met de competitie werd ook de Copa Rio gespeeld en die had de club enkele weken eerder wel gewonnen, waardoor ze in 2022 als derdeklasser van Rio de Janeiro wel aan de nationale Série D mogen deelnemen, waar de club laatste werd in hun groep. In 2024 werd de club vicekampioen en kon dit jaar ook promoveren.

## Erelijst
Copa Rio
2021